# Ijasikei
Az ijasikei (癒し系; Hepburn: iyashikei) műfaj, a slice of life alműfaja, amely elsősorban a japán művekre, azon belül is a mangákra és animékre jellemző. Az ijasikeikben a szereplők úgy vannak ábrázolva, hogy a nyugalmas életüket megnyugtató környezetben élik le, mellyel egyfajta „gyógyító energiát” hivatottak közvetíteni a közönség felé. Az ijasikei magyarra fordítva „gyógyítót” jelent.

## Eredete
Az ijasikei jelenség 1995-ben jelent meg először, amikor Iidzsima Naoko japán színésznő egy Georgia-kávéreklámban szerepelt, a reklámot gyakran „lelki visszavonulásnak” írták le. Maga az ijasikei szókapcsolat csak 1999-ben alakult ki, amikor Rjúicsi Szakamoto Ura BTTB című középlemezét „ijasi ongakuként” (癒し音楽; Hepburn: iyashi ongaku, ’gyógyító zene’) írták le. Az ijasikei, mint szórakoztatóipari műfaj 1995-ben, a Nagy Hansin földrengés és a tokiói gáztámadás árnyékában emelkedett először önálló alműfajjá. Ezen traumatikus események, valamint a gazdasági recesszió együttes hatása az „ijasi-trendhez“, a „gyógyító hatású“ média számának kirobbanó növekedéséhez vezetett. A japán emberek által elszenvedett trauma „megadta a nyugalom érzésének jövedelmező és piacképes formájának feltörekvésének érzelmi kontextusát.”

## Példák
- Animal Crossing sorozat
- Aria[5]
- Boku no nacujaszumi sorozat[6]
- Bunny Drop
- Sódzso súmacu rjokó[7]
- Yurucamp[5]
- Jokohama kaidasi kikó[5]
- Yotsuba&!
- Nacume júdzsin-csó[5]
- Kamichu – Az iskolás istennő
- Totoro – A varázserdő titka
- Hakumei to Mikocsi[7]
- Szevajaki kicune no Szenko-szan
- Non non bijori[7]
- Flying Witch[5]

## Fordítás
- Ez a szócikk részben vagy egészben  az   Iyashikei című angol Wikipédia-szócikk ezen változatának fordításán alapul.  Az eredeti cikk szerkesztőit annak laptörténete sorolja fel. Ez a jelzés csupán a megfogalmazás eredetét és a szerzői jogokat jelzi, nem szolgál a cikkben szereplő információk forrásmegjelöléseként.